# جيف لاسي
جيف لاسي (بالإنجليزية: Jeff Lacy)‏ مواليد 12 مايو 1977 في سانت بطرسبرغ، فلوريدا، الولايات المتحدة، هو ملاكم أمريكي يصنف ضمن فئة وزن خفيف الثقيل. حقق بطولة الاتحاد الدولي للملاكمة. شارك في دورة الألعاب الأولمبية الصيفية.

## إحصائيات
خاض خلال مسيرته 34 نزالا، فاز في 27 وخسر في 6. فاز بالضربة القاضية في 18 نزالا.

## روابط خارجية
- جيف لاسي على موقع بوكس ريك (الإنجليزية) (registration required)
- جيف لاسي على موقع اللجنة الأولمبية الدولية (الإنجليزية)
- جيف لاسي على موقع أوليمبيديا (الإنجليزية)